# 斯普林希爾鎮區 (阿肯色州德魯縣)
斯普林希爾鎮區（英語：Spring Hill Township）是位於美國阿肯色州德魯縣的一個行政鎮區。

## 地方資料
斯普林希爾鎮區的面積為166.30平方千米，當中陸地面積為165.62平方千米，而水域面積為0.68平方千米。根據2010年美國人口普查的數據，當地共有人口850人，而人口密度為每平方千米5.11人。